# Десорбер
Десорбер — массообменный аппарат, в котором производят процесс десорбции, обратный абсорбции. Газ выделяют из поглотителя с целью использования его в чистом виде, а поглотитель регенерируют для дальнейшего использования. Часто десорбер конструктивно повторяет абсорбер.

## Виды десорберов
Десорберы разделяются по способу удаления растворенных в жидкости газов:
- отгонкой в токе инертного газа или водяного пара
- путём нагрева абсорбента
- путём снижения давления над абсорбентом[1].

### Отгонка в токе инертного газа или водяного пара
Принцип десорбции в случае отгонки в токе инертного газа или водяного пара состоит в том, что равновесное давление в десорбирующем агенте ниже, чем парциальное давление поглощенного газа (абсорбата) над абсорбентом, что обеспечивает переход растворенного газа в десорбирующий агент. В качестве десорбирующего агента используется инертный газ (обычно воздух) или водяной пар.
Дальнейшее выделение газа (абсорбата) из воздуха затруднительно, поэтому отгонку воздухом используют для газов, не предназначенных для дальнейшего использования (вредные загрязняющие примеси).
Водяной пар, как десорбирующий агент, применяют в случае отгонки нерастворимых в воде газов. Дальнейшее отделение нужного газа происходит в конденсаторе, где водяной пар конденсируется. В случае высокой температуры кипения газа его конденсируют вместе с водяным паром, а потом отделяют от воды отстаиванием.
Процесс десорбции методом отгонки инертным газом или водяным паром производят в десорберах, представляющих собой противоточные насадочные или тарельчатые колонны.

### Нагрев абсорбента
Поглощенный газ может быть выделен нагревом абсорбента, так как растворимость газов в жидкостях существенно снижается при повышении их температур. Обычно нагрев осуществляют глухим паром (пар, пускаемый по трубам змеевика). Полное разделение поглощенного газа и абсорбента достигается методом ректификации.

### Снижение давления над абсорбентом
Если процесс абсорбции проводился под давлением, то снижение давления до атмосферного способствует выделению поглощенного газа из жидкости.
Если процесс абсорбции проводился при атмосферном давлении, тогда для десорбции создают вакуум и используют вакуумные насосы. Часто комбинируют с нагревом абсорбента.

## Применение
Десорбер используются в химической, нефтехимической и пищевой промышленностях для удаления растворенных в жидкости газов. Десорбер применяется для регенерации абсорбционных растворов, поглощающих, например, СО, СО2, N2 (азот) и др. газы.